# Harry Martinson

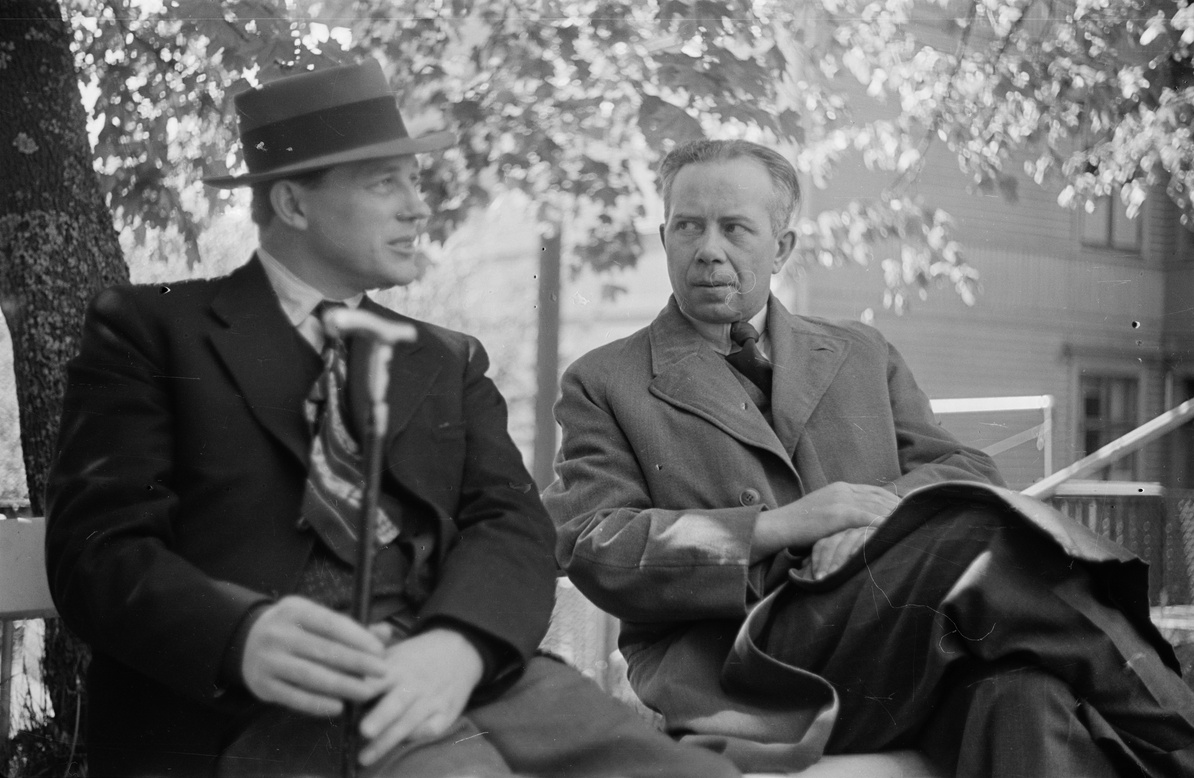
Harry Martinson (links) und Ivar Lo-Johansson (1940)

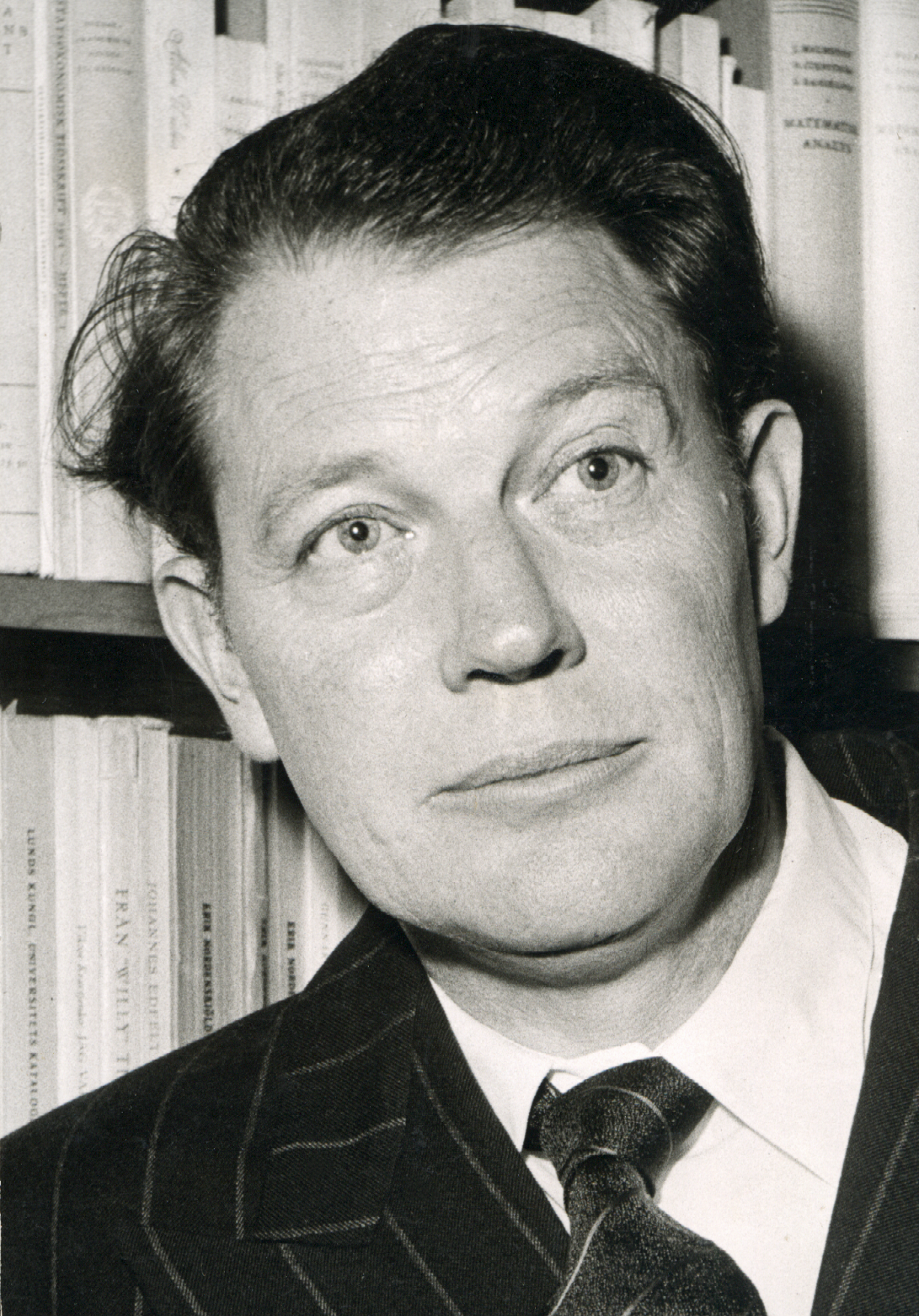
Harry Martinson ~ 1940.

Harry Edmund Martinson (* 6. Mai 1904 in Jämshög, Blekinge; † 11. Februar 1978 in Stockholm) war ein schwedischer Schriftsteller. Für „ein Werk, das den Tautropfen einfängt und das Weltall spiegelt“, erhielt Martinson 1974 den Nobelpreis für Literatur (zusammen mit Eyvind Johnson).

## Leben
Harry Martinson verlor im Alter von sechs Jahren seinen Vater. Im Jahr darauf emigrierte seine Mutter an die amerikanische Westküste. Der junge Harry wuchs in einem kommunalen Waisenhaus auf. Mit 16 Jahren heuerte Martinson als Matrose an und fuhr um die Erde, mit längeren Aufenthalten u. a. in Brasilien und Indien. Mit 23 Jahren musste er wegen einer Lungenkrankheit die Seefahrt aufgeben. Aber auch danach ging er zeitweise auf Wanderschaft.
Martinsons Gedichtesammlung Spökskeppet (Das Geisterschiff) wurde 1929 als Teil einer Anthologie (Fem unga – „Fünf Junge“) veröffentlicht. Von da an feierte er beispiellose schriftstellerische Erfolge. Martinson wurde in seiner Heimat mit vielen Literaturpreisen ausgezeichnet, wurde 1949 in die Schwedische Akademie gewählt und bekam 1954 die Ehrendoktorwürde der Universität Göteborg verliehen.
Martinson war von 1929 an mit der Schriftstellerin Moa Martinson verheiratet; 1941 wurde die Ehe geschieden. 1942 heiratete er Ingrid Lindcrantz. Martinson wohnte meist im Raum Stockholm, u. a. in Gnesta, und schließlich in Sollentuna.
Martinson war bekennender Buddhist – „nicht im religiösen, sondern im moralisch-philosophischen Sinne“, wie er es selbst 1961 in einem Radiointerview ausdrückte.
Als Martinson 1974 mit dem Literaturnobelpreis ausgezeichnet wurde, löste dies eine heftige Debatte aus, und zwar nicht, weil die Kritiker sein Werk für nicht nobelpreiswürdig hielten, sondern aufgrund des Interessenkonfliktes: Der Geehrte gehörte dem Gremium an, das ihn ehrte. Martinson machten die Vorwürfe schwer zu schaffen. Hinzu kam, dass die Generation der jüngeren Kritiker ihm vorwarf, „nicht politisch genug“ zu sein. Nach einem gescheiterten Selbstmordversuch, den er verletzt überlebte, beging Martinson während eines Krankenhausaufenthaltes Selbstmord mit einer Schere.
Trotz seines Bekenntnisses zum Buddhismus wurde er in Sollentuna kirchlich bestattet. Eines seiner Gedichte, "De blomster som i marken bor" (= die Blumen, die auf dem Feld leben) wurde in das Psalmbuch der schwedischen Kirche aufgenommen.

## Werk
Martinsons literarisches Debüt legte er 1929 vor (Spökskeppet – „Das Geisterschiff“). Das elternlose Aufwachsen und die Zeit zur See und auf Wanderschaft sind Faktoren, die Martinsons Werk stark prägten. Das Hauptwerk Aniara ist das weltweit bekannteste, doch zu den Meisterwerken der schwedischen Poesie müssen ebenfalls Vagnen („Der Wagen“; 1960) und Dikter om ljus och mörker („Gedichte über Helligkeit und Dunkelheit“; 1971) gezählt werden.
- Nomade, 1931
- Reisen ohne Ziel, 1932 (Neuausgabe: Guggolz, Berlin 2017, ISBN 978-3-945370-11-7)
- Cape Farewell!, 1933 (enthalten in: Reisen ohne Ziel. Guggolz, Berlin 2017, S. 179 ff.)
- Die Nesseln blühen, 1935
- Der Weg hinaus, 1936
- Passat, 1945
- Der Weg nach Glockenreich, 1948
- Aniara. Eine Revue von Menschen in Zeit und Raum, 1956, Verfilmt 2018[3]
- Schwärmer und Schnaken. Neuübersetzt von Klaus-Jürgen Liedtke, Guggolz Verlag 2021, ISBN 978-3-945370-29-2

Verfasser, deren Werke einen Einfluss auf Martinson hatten, sind Viktor Rydberg, Rudyard Kipling, Joseph Conrad und Lew Tolstoi.